# UTC+12
UTC+12 je vremenska zona koja se koristi:

## Standardno vrijeme (cijela godina)
- Kiribati
  - Gilbertovi otoci and Banaba
- Maršalovi Otoci
- Mikronezija
  - Kosrae
- Nauru
- Tuvalu
- Otok Wake
- Wallis i Futuna (Francuska)
- Rusija
  - Kurilski otoci
  - Magadanska oblast
  - Jakutska (istočni dio)
  - Kamčatski kraj
  - Čukotski autonomni okrug

## Standardno vrijeme (zimi u južnoj hemisferi)
- Novi Zeland (osim Chatham otoka)
- Fidži

## Vanjske poveznice
- Gradovi u vremenskoj zoni UTC+12:00